# Labin
Labin (italsky Albona) je město a obec v západním Chorvatsku. Město se nachází ve vzdálenosti 3 km od východního pobřeží poloostrova Istrie v Istrijské župě a žije v něm 6 893 obyvatel. Ve stejnojmenné opčině žije 11 642 obyvatel.
Město má historické jádro, které se nachází na malém vrcholku a je odděleno od modernější zástavby, rozkládající se v rovinaté krajině severním směrem.

## Složení opčiny
Kromě vlastního města Labinu patří pod opčinu i vesnice Bartići, Breg, Duga Luka, Gondolići, Gora Glušići, Kapelica, Kranjci, Marceljani, Presika, Rabac, Ripenda Kosi, Ripenda Kras, Ripenda Verbanci, Rogočana, Salakovci a Vinež. Vlastní město Labin se skládá z částí Stari Grad a Podlabin.

## Doprava
Městem prochází silnice 1. třídy č. D66, která směřuje z Puly do města Opatija. Silnice regionálního významu vedou i do přístavů Rabac a Sveta Marina. V nedalekém Pazinu se nachází dálnice.
Labin vlastní železniční spojení nemá. Nejbližší přístav se nachází v Rabacu.